# L'Instinct masculin
Albums de Patrick Fiori
Les Choses de la vie
(2008) Choisir
(2014)
Singles
1. Peut-être que peut-être
Sortie : 28 juin 2010
2. L'Instinct masculin
Sortie : 31 janvier 2011
3. À la vie !
Sortie : 11 avril 2011

L'Instinct masculin est le huitième album de Patrick Fiori sorti le 24 septembre 2010 chez Columbia.

## Titres
| No  | Titre                                              | Auteur                                                | Durée |
| --- | -------------------------------------------------- | ----------------------------------------------------- | ----- |
| 1.  | L'Instinct masculin                                | Lionel Florence, Patrick Fiori                        | 3:00  |
| 2.  | Peut-être que peut-être                            | Jean-Jacques Goldman                                  | 3:13  |
| 3.  | Perdu connaissance                                 | Jean-Michel Bériat, Ariane Quatrefages, Patrick Fiori | 3:17  |
| 4.  | À la vie !                                         | Jean-Jacques Goldman                                  | 3:08  |
| 5.  | Je viendrai te chercher (duo avec Johnny Hallyday) | Jean-Jacques Goldman, Patrick Fiori                   | 3:45  |
| 6.  | Dieu qu'elle était belle                           | Jean-Jacques Goldman                                  | 3:42  |
| 7.  | 3,5,7                                              | Ariane Quatrefages, Patrick Fiori                     | 2:53  |
| 8.  | Tu me tromperas                                    | Ariane Quatrefages, Patrick Fiori                     | 3:42  |
| 9.  | Parce qu'on m'a dit                                | Lionel Florence, Patrick Hampartzoumian               | 3:31  |
| 10. | Ce pays que je ne connais pas                      | Jean-Jacques Goldman                                  | 4:01  |
| 11. | Je crois me souvenir de toi                        | Jean-Michel Bériat, Patrick Fiori                     | 3:21  |

## Accueil commercial
L'album se vend à 120 000 exemplaires.

## Classements et certifications
| Classement (2010)            | Meilleure position |
| ---------------------------- | ------------------ |
| Suisse (Schweizer Hitparade) | 56                 |
| France (SNEP)                | 3                  |
| Belgique (Wallonie Ultratop) | 5                  |

### Certifications et ventes
| Région        | Certification | Ventes/Streams |
| ------------- | ------------- | -------------- |
| France (SNEP) | Platine       | 100 000        |

## Musiciens
- Batterie : Laurent Coppola
- Basse : Laurent Vernerey
- Guitare, ukulele : André Hampartzoumian
- Piano, Claviers, orgue : Emmanuel Guerrero
- Percus, claviers : Patrick Hampartzoumian
- Trompette : Christian Martinez
- Trombone : Bernard Camoin
- Saxophone : Thierry Faruggia
- Violoncelle : Florence Hennequin
- Violon : Caroline Lasfargues, Christelle Guignier
- Alto : Nathalie Carlucci
- Doudouk : Patrick Fiori
- Chœurs : Émilie Smill, Aurélie, Patrick Hampartzoumian
- Claviers, Piano, percus, chœurs : Patrick Fiori
- La chorale Corse